# Silicon Mountain
La Silicon Mountain (« vallée de la montagne ») désigne l'écosystème technologique (cluster) de la zone montagneuse du Cameroun, dont l'épicentre se trouve à Buéa. Le nom fait référence au mont Cameroun. Silicon Mountain abrite actuellement des startups technologiques et une communauté croissante de développeurs, de designers, de professionnels des affaires ainsi que des universités telles que l'Université de Buéa, l'institut universitaire catholique de Buéa, l'université Saint Monica et bien d'autres. Cette région occupe la totalité du département de Fako de la région du Sud-Ouest du Cameroun. L'expression était à l'origine la référence de facto à la Buéa Tech Community popularisée lors des rencontres de la communauté technologique locale telles que BarCamp Cameroon 2013, Google I/O Extended Buéa 2015 et les Kamer Design Meetups, mais elle a fini par désigner la communauté des développeurs, des créatifs, des organisateurs, des professionnels du monde des affaires, des universités de la région. 

## Origine du terme

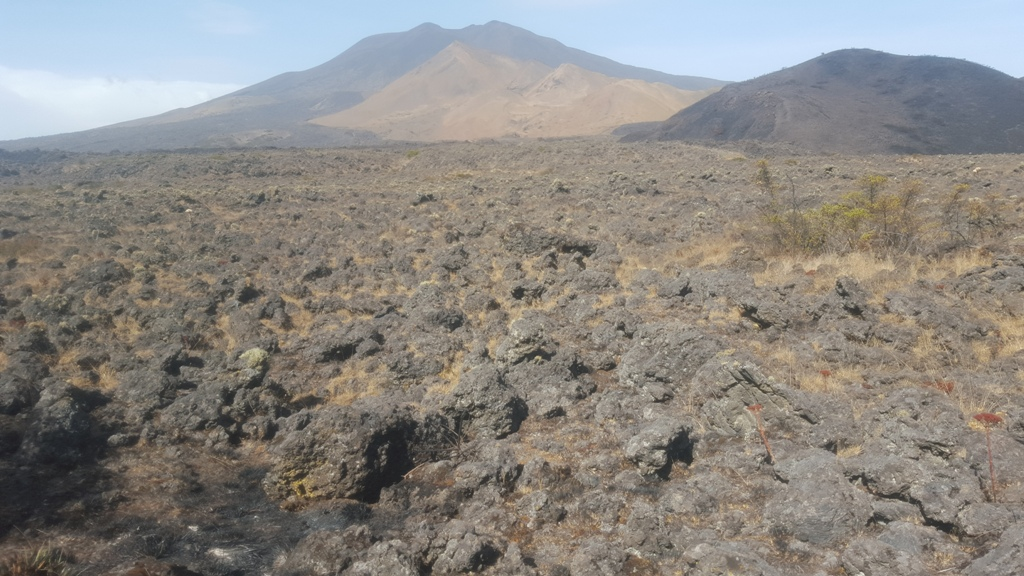
Paysage du Mont Cameroun.

La Silicon Mountain est un terme utilisé pour désigner l'écosystème technologique (cluster) de la division de Fako au Cameroun, dont l'épicentre est Buea. Le terme est un jeu de mots ("portmanteau") sur la Silicon Valley et le Mont Cameroun (qui est la caractéristique la plus dominante de la topographie du Cameroun et le point géographique le plus élevé de l'Afrique occidentale et centrale). Il a été utilisé pour la première fois publiquement par Rebecca Enonchong lors de la conférence BarCamp Cameroon qui s'est tenue à l'Institut universitaire catholique de Buéa, à Buéa en 2013.

## Histoire
La Silicon Mountain est située dans et autour de la ville de Buéa, qui, selon des spécialistes en sciences sociales, a été fondée par un chasseur à la recherche de gibier. Eye Njie Tama Lifanje venait du clan Bamboko derrière la montagne de Buéa (Mont Cameroun ou Mont Fako). Le jour fatidique où il a fondé Buéa, il était parti à la recherche d'animaux mais il n'y avait pas de gibier à chasser, seulement une vaste paix de terre hospitalière qui pourrait abriter sa famille. Eyé Njie l'a nommé "Mwea", ce qui signifie "terre hospitalière pour l'agriculture". La colonie s'est rapidement transformée en un clan mais n'a fait que des progrès tardifs jusqu'à la fin du XIXe siècle, lorsqu'il y a eu un afflux d'Européens en Afrique à des fins d'exploration et de colonialisme. La culture du thé est une industrie locale importante, en particulier à Tole. Buéa a été la capitale coloniale du Kamerun allemand de 1901 à 1919, puis la capitale du Cameroun britannique de 1922 à 1961. L'administration coloniale allemande à Buéa a été temporairement suspendue pendant l'éruption du Mont Cameroun du 28 avril à juin 1909. À l'origine, la population de Buéa était principalement composée du peuple Bakweri. Cependant, en raison de sa position de défunte capitale de l'État fédéré du Cameroun occidental, de capitale régionale du Sud-Ouest et de ville universitaire, elle a attiré un nombre important d'autres groupes ethniques.

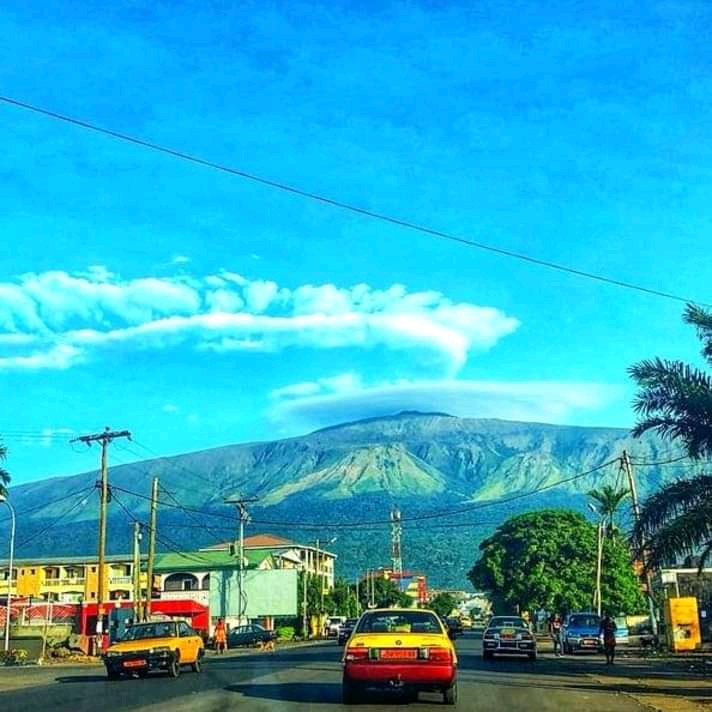
Ville de Buéa

L'épicentre de la Silicon Mountain, Buea, accueille l'Université de Buéa, la première université anglophone du Cameroun, ainsi que l'Institut universitaire catholique de Buéa, l'Institut panafricain de développement, pour n'en citer que quelques-uns. La ville possède encore une poignée de bâtiments de l'époque coloniale, notamment l'ancienne résidence palatiale du gouverneur allemand, Jesko von Puttkamer. D'autres bâtiments coloniaux allemands, particulièrement le pavillon du Premier ministre (Schloss) et la fontaine des Bismarck, sont encore debout, bien que certains d'entre eux souffrent du manque d'entretien et de la vieillesse. En 2010, une étude a montré qu'environ 300 000 personnes vivent à Buea (y compris Bokwaongo, Muea, Bomaka, Tole, Mile 16 (Bolifamba), Mile 17, Mile 15, Mile 14 (Dibanda), Bova, Bonjongo, Likomba, Buasa, et les villages environnants). Elle abrite également le consulat du Nigeria au Cameroun et constitue le principal centre opérationnel de l'organisation d'aide médicale Naigahelp. 
En 2017, les entreprises de la Silicon Mountain ont été affectées négativement par plusieurs coupures d'Internet que les autorités ont décrétées dans les régions anglophones du Cameroun dans le but de réprimer les critiques à l'égard du gouvernement lors des manifestations de 2016-2017 au Cameroun.

## Conférence annuelle de la Silicon Mountain
Depuis 2015, l'écosystème technologique de Buéa organise la conférence annuelle Silicon Mountain, communément appelée #SMConf, qui rassemble plus de 500 créatifs et hackers de la région des montagnes et d'Afrique pour deux jours de sessions, de laboratoires et de conférences. Elle propose des conférences techniques, des ateliers de conception et de codage. La Silicon Mountain Conference comprend les éléments suivants : 
Catégories de sessions :
- Creativity Workshops
- Panel Discussions
- Community Pavilion
- Startup Booths

## Universités, collèges, écoles professionnelles
- Université de Buéa
- Catholic University Institute of Buea
- Université Saint Monica
- University College of Technology
- Trustech Institute of Technology
- St. Joseph's College
- Buea Institute of Technology
- PanAfrican University Institute Buea
- Higher Institute of Management Sciences
- Bilingual Grammar School, Molyko
- Baptist High School, Buéa
- Bishop Rogan College, Soppo
- Fotabe Universal Higher Institute of Cameroon
- Fotabe Entrepreneurial leadership academy

## Startups de technologie
Il y a un nombre croissant de startups/sociétés de haute technologie dont le siège social se trouve à la Silicon Mountain, comme le montre la liste ci-dessous :
- Abeboh
- AfroVisioN Group
- Agro-Hub
- Akwajobs
- Aleigro
- Another Eye
- BlueMOON Outsourcing
- Bohikor
- Buyam
- Colorfluid
- Clone Multimedia
- Digital Renter
- FeePerfect
- Ferdsilinks
- Findie
- FindMe
- Flip2Read
- GI-ANT TECH
- Go-Groups
- Hitech-cm
- Jombba
- Kiffcode
- Kilimanjaro Systems
- Maibeta
- Makonjo Media
- Matriix
- Mountain Cooperative Credit Union (MOCU)
- Mungenow Properties
- MyGaz
- NdissaGroup
- NGT
- Njorku
- Njangi.io
- Nkwa
- Loop Technology
- Panus
- PiAR
- Pulse
- Quesers
- Quick Ticket
- SBSC
- Skademy
- Skylabase
- Summitech
- Swift Tech
- Swychr
- Tech Republic
- TeksTedia
- Touko Banix
- Vehseh
- WandaGuides
- Wasamundi
- Webshinobis
- Yopisode
- Zepstra
- Zinger Systems
- Zito Financial
- Zuoix